# Valley Mills
Valley Mills is een plaats (city) in de Amerikaanse staat Texas, en valt bestuurlijk gezien onder Bosque County en McLennan County.

## Demografie
Bij de volkstelling in 2000 werd het aantal inwoners vastgesteld op 1123.
In 2006 is het aantal inwoners door het United States Census Bureau geschat op 1148, een stijging van 25 (2,2%).

## Geografie
Volgens het United States Census Bureau beslaat de plaats een oppervlakte van
1,8 km², geheel bestaande uit land. Valley Mills ligt op ongeveer 181 m boven zeeniveau.

## Plaatsen in de nabije omgeving
De onderstaande figuur toont nabijgelegen plaatsen in een straal van 28 km rond Valley Mills.